# Cenae
Cenae (łac. Cenensis) – stolica historycznej diecezji w Cesarstwie rzymskim, w prowincji Mauretania Cezarejska. Współcześnie w północnej Tunezji.

## Biskupi tytularni
| Lp. | Biskup                                 | Funkcja                                                   | Od                   | Do               |
| --- | -------------------------------------- | --------------------------------------------------------- | -------------------- | ---------------- |
| 1   | Antoon van Oorschoot                   | wikariusz apostolski Mbeya (Tanzania)                     | 14 lipca 1949        | 25 marca 1953    |
| 2   | John Joseph Scanlan                    | biskup pomocniczy Honolulu (USA)                          | 8 lipca 1954         | 6 marca 1968     |
| 3   | John Joseph Fitzpatrick                | biskup pomocniczy Miami (USA)                             | 24 czerwca 1968      | 27 kwietnia 1971 |
| 4   | John Roach                             | biskup pomocniczy Saint Paul i Minneapolis (USA)          | 12 lipca 1971        | 21 maja 1975     |
| 5   | Carlos Alberto Etchandy Gimeno Navarro | biskup pomocniczy Rio de Janeiro (Brazylia)               | 24 października 1975 | 29 sierpnia 1981 |
| 6   | José de Jesús Nuñez Viloria            | biskup pomocniczy Ciudad Bolívar (Wenezuela)              | 8 stycznia 1982      | 13 stycznia 1987 |
| 7   | Amédée Grab                            | biskup pomocniczy Lozanny, Genewy i Fryburga (Szwajcaria) | 3 lutego 1987        | 9 listopada 1995 |
| 8   | Amancio Escapa Aparicio                | biskup pomocniczy Santo Domingo (Dominikana)              | 31 maja 1996         | 5 maja 2017      |
| 9   | Sergi Gordo Rodríguez                  | biskup pomocniczy Barcelony (Hiszpania)                   | 19 czerwca 2017      | 13 lipca 2023    |
| 9   | Odair Miguel Gonsalves dos Santos      | biskup pomocniczy Porto Alegre (Brazylia)                 | 20 września 2023     |                  |